# Pastorale inca
Pastorale inca est une pièce pour piano composée par Germaine Tailleferre en 1929.

## Histoire
Il s'agit d'une musique pour accompagner un court film documentaire sur la civilisation inca, composée vers 1929 ou 1931. Germaine Tailleferre a arrangé la pièce pour orchestre de chambre.
Le compositeur Henri Tomasi a aussi composé une partition du même titre, Pastorale inca, pour flûte et deux violons, publiée en 1951.

## Discographie sélective
- Germaine Tailleferre : Œuvres pour piano, Cristina Ariagno (piano), Timpani 1C1074, 2003.
- Germaine Tailleferre: Her Piano Works, Revived. 1, Nicolas Horvath (piano), Grand Piano GP891, 2022[5].
- The Flower of France (La Fleur de France) – Germaine Tailleferre Piano Works, Quynh Nguyen (en) (piano), Music & Arts MACD1306, 2023.